# Agitation (génie chimique)
Pour les articles homonymes, voir Agitation.
L’agitation est l'opération en génie chimique et plus généralement en génie des procédés qui consiste à mélanger une ou plusieurs phases pour rendre une ou plusieurs de ces caractéristiques homogènes dans toute la masse en mouvement.

## Généralités
L’agitation est l'opération qui consiste à mélanger une phase ou plusieurs pour rendre une ou plusieurs de ces caractéristiques homogènes. Plusieurs types d'opérations liées à l'agitation peuvent être distinguées:
- Homogénéisation de la phase, c.-à-d. réduire les différences de concentration ou de température
- Augmentation du transfert thermique
- Suspension d'un solide dans un liquide
- Dispersion de deux liquides non miscibles
- Dispersion d'un gaz dans un liquide

L’agitation est une opération très ancienne. Tout d’abord utilisée de manière totalement expérimentale, elle a au fil du XXe siècle trouvé ses bases théoriques grâce à de nombreuses recherches et à l’utilisation des nombres adimensionnels. L'usage de nombres adimensionnels est dû à la complexité de la représentation du phénomène. C'est ainsi que ce procédé reste largement empirique.
L'agitation est un procédé important en génie chimique tant du point de la sécurité que de la performance du procédé.

## Principe
Pour procéder à une opération de mélange, trois éléments sont importants: un conteneur, un élément créant une modification dans le mouvement du fluide et un fluide en mouvement. Le plus souvent, le mélange s'effectue dans un tank ou un réacteur qui fait office de conteneur, avec un agitateur qui met le contenu en mouvement et qui crée des tourbillons permettant le mélange. L'agitation peut être améliorée par l'ajout de chicanes qui empêchent la formation d'un vortex.
Il existe également des mélangeurs statiques qui consistent le plus souvent en un tube contenant une structure tridimensionnelle favorisant l'apparition de tourbillons lors du passage d'un fluide.

### Homogénéisation d'une phase
L'homogénéisation d'une phase notamment liquide est un problème qui dépend de plusieurs paramètres : le type d'agitateur à sélectionner et la définition des conditions opératoires. Ceci pour répondre à un objectif : atteindre/conserver un degré d'homogénéité avec un minimum d'énergie et en un minimum de temps.
Pour ce faire deux quantités sont définies, propres à chaque type d'agitateur, le temps de mélange et la puissance de mélange. Le temps de mélange consiste en la durée pour obtenir un degré d'homogénéité défini. La puissance de mélange est quant à elle la quantité d'énergie par unité de temps nécessaire pour mouvoir l'agitateur de manière à créer les conditions capables de conduire au degré d'homogénéité désiré.